# 부숭
부숭(苻崇, ? ~ 394년, 재위 : 394년)은 중국 오호 십육국 시대 전진(前秦)의 마지막 황제이다. 시호는 없다.

## 생애
부숭은 부등(苻登)의 장자로 388년에 태자에 책봉되었다. 394년 7월에 부등이 전사하자 황중(湟中)으로 도망쳐 황제에 즉위하고 아들 부선(苻宣)을 태자로 삼았다.
부숭은 서진(西秦)의 걸복건귀에게 의지하여 전진을 부흥시키려 하였으나 10월에 이르러 걸복건귀에게 쫓겨나게 되었다. 이에 부숭은 후구지(後仇池)의 양정(楊定)에게 도망쳤고, 양정의 군대와 힘을 합쳐 걸복건귀를 공격하였다.
이 전투에서 패배한 부숭과 양정은 걸복건귀에게 살해되었으며, 이로써 전진은 멸망하였다.

## 참고 자료
- 《자치통감(資治通鑑)》
- 《진서(晉書)》

| 전 대 부등(苻登) | 제6대 전진 황제 394년 | 후 대 - |